# Finnkino
Finnkino Oy — крупнейшая финская сеть кинотеатров и кинопрокатная компания. Основана в 1986 году как объединение 34 компаний, работающих в киноиндустрии. В начале 2017 года Finnkino вместе с другими скандинавскими и балтийскими киносетями была приобретена AMC Theatres в рамках сделки по покупке материнской компании Nordic Cinema Group.

## Деятельность
Finnkino управляет 17 кинотеатрами в 11 городах Финляндии, в которых расположено 119 кинозалов. Компания занимает около 70% рынка кинотеатров Финляндии. Помимо кинотеатрального бизнеса, Finnkino занимается дистрибуцией фильмов, представляя в Финляндии студии Universal и Paramount.
Крупнейший кинотеатр Finnkino — Tennispalatsi в Хельсинки. Штаб-квартира компании также расположена в Хельсинки, в районе Ruskeasuo.

## История
Компания Finnkino Oy была основана в Хельсинки 28 октября 1967 года как новая структура для продвижения фильмов в кинотеатрах.
В современном виде компания была образована в сентябре 1986 года в результате слияния Adams Filmi Oy, O.Y. Kinosto, Ky Kino Savoy и 31 другой компании, работающей в киноиндустрии.
В 1994 году Finnkino была приобретена группой Rautakirja, которая в 1999 году стала частью Sanoma Group. В марте 2011 года Sanoma продала Finnkino шведской инвестиционной компании Ratos за 116 миллионов евро. В апреле 2015 года Ratos продала Finnkino британской инвестиционной компании Bridgepoint Group. В январе 2017 года AMC объявила о покупке Finnkino у Bridgepoint и шведской медиакомпании Bonnier Group за почти 870 миллионов евро.

## Принадлежность
Finnkino входит в состав Odeon Cinemas Group, которая в 2022 году стала крупнейшей сетью кинотеатров в Европе по количеству залов. В североевропейское подразделение Odeon Cinemas Group входят Finnkino, норвежская Odeon, шведская Filmstaden и балтийская Forum Cinemas. Odeon Cinemas Group принадлежит американской сети кинотеатров AMC.